# Nombramiento del generalísimo Franco

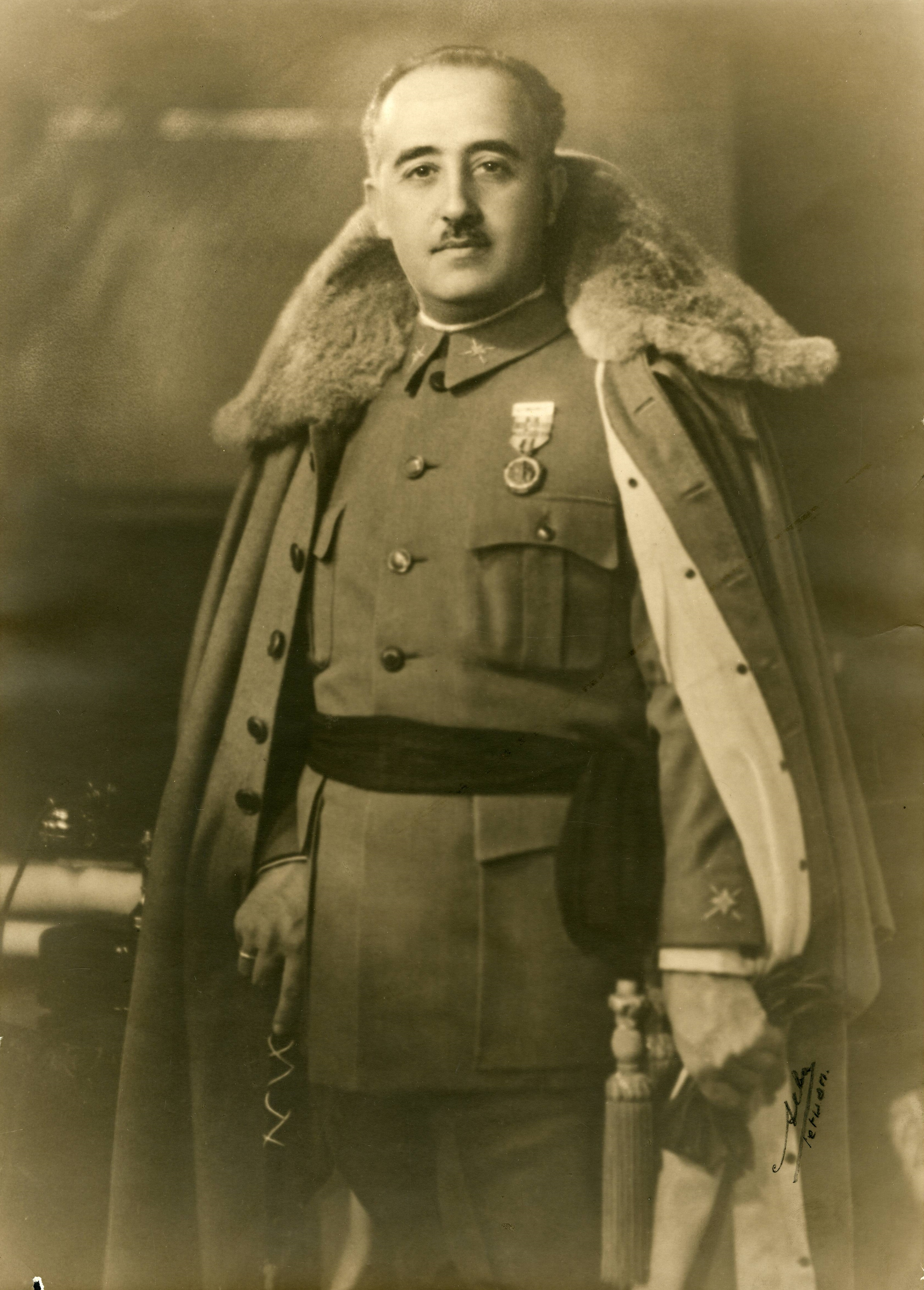
El general Franco. Su nombramiento como generalísimo fue el primer paso de su ascenso al poder.

El nombramiento del generalísimo Franco tuvo lugar el 21 de septiembre de 1936 en el aeródromo de San Fernando (Salamanca), durante una reunión de altos mandos militares del sector del ejército que se había sublevado el anterior mes de julio. El nombramiento fue hecho oficial por la Junta de Defensa Nacional el día 30 del mismo mes, de forma simultánea con el nombramiento de Franco como jefe del Gobierno que tuvo lugar el 28 de septiembre.
El general Franco no había participado de forma significativa en los preparativos del golpe de Estado, aunque siempre se le había reservado en ellos un papel importante: la dirección del alzamiento en el Protectorado de Marruecos y la jefatura del Ejército de África. Tras la inesperada muerte del general Sanjurjo, líder de la rebelión, una serie de factores beneficiaron la candidatura de Franco al mando militar supremo: el establecimiento de importantes acuerdos con Alemania e Italia, el exitoso paso del estrecho de Gibraltar, el rápido avance de sus fuerzas hacia Madrid y el decidido apoyo del pequeño sector monárquico.
Aunque se trataba de un cargo meramente militar y estaba inicialmente previsto que la Junta de Defensa Nacional siguiera detentando el mando político, el nombramiento supuso el inicio del rápido ascenso de Franco hacia el poder absoluto que permitiría su larga dictadura. Desde un punto de vista militar, la creación de un mando único confirió una importante ventaja al bando rebelde sobre el disperso bando republicano.

## La conspiración

### Las vacilaciones

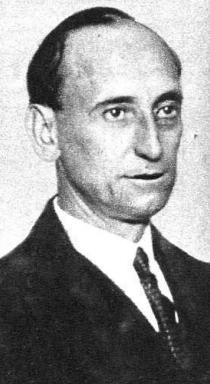
El jefe del Gobierno, Casares Quiroga, minusvaloró el peligro de la conspiración derechista.

La ajustada victoria del izquierdista Frente Popular en las elecciones de febrero de 1936 hizo patente el grado de enfrentamiento social existente. Ya en los días inmediatos, los generales Goded, Fanjul y Rodríguez del Barrio sopesaron la idea de dar un golpe de Estado, pero fueron disuadidos por el jefe del Estado Mayor, general Franco, quien consideraba que el intento no podía triunfar. En el período posterior, se acentuó la violencia política, con atentados a líderes y enfrentamientos callejeros entre grupos falangistas y revolucionarios. A ello ayudaba la actitud cada vez más radicalizada de las dos principales fuerzas políticas, el Partido Socialista Obrero Español (PSOE) y la Confederación Española de Derechas Autónomas (CEDA).
Dado que el Gobierno de Casares desconfiaba de buen número de generales, realizó ciertas actuaciones preventivas. Dejó a los generales Fanjul, Orgaz, Villegas y Saliquet en situación de disponibles y trasladó a Franco a las islas Canarias, a Goded a las Baleares y a Mola a Navarra. Esa política irritó a algunos de ellos, como en el caso de Franco, que consideraba su nuevo destino como un injusto destierro. El 8 de marzo, el día anterior de su viaje a las islas, Franco participó en una reunión que se celebró en Madrid, en casa de José Delgado —amigo de Gil Robles—. Participaron en ella también Mola, Fanjul, Orgaz, Villegas, Varela, Rodríguez del Barrio, Saliquet, García de la Herrán, Ponte, González Carrasco y el teniente coronel Galarza —este último en representación de la Unión Militar Española (UME)—. Se trató de la preparación de un alzamiento y se acordó que el líder sería el general Sanjurjo —por entonces desterrado en Portugal— no tanto por su participación en el golpe de Estado fallido de 1932 cuanto por su condición de militar de mayor graduación y antigüedad entre los conspiradores. Mola traía también el compromiso de sus antiguos subordinados en África Sáenz de Buruaga, Beigbeder, Yagüe y Tella. Goded estaba ausente pero todos contaban con él. El acuerdo era dar el golpe de Estado si se desataba una revolución, si el gobierno suprimía la Guardia Civil o reducía la oficialidad, o si Largo Caballero llegaba a la presidencia del gobierno. No se llegó a acordar el carácter político del «movimiento militar» pero sí se llegó a fijar la fecha del golpe: el 20 de abril. Mola fue puesto al frente de los preparativos teniendo plenos poderes organizativos pero no mando supremo. Pese a su asistencia a la reunión, Franco evitó comprometerse a fondo en la conspiración.
En realidad hubo varias conspiraciones simultáneas. La UME, una asociación clandestina de varios cientos de jefes y oficiales antiizquierdistas, tuvo un papel destacado. También los carlistas pretendían iniciar una rebelión. Y la Falange, consciente de su propia debilidad, tuvo que confiar en los militares. En Madrid, una conservadora «junta de generales» intentaba coordinar esfuerzos con poco éxito. La destitución del Presidente Alcalá-Zamora a principios de abril y la violencia callejera estuvieron a punto de adelantar el golpe, pues la mencionada junta señaló el 20 de abril para un golpe que encabezaría el general Rodríguez del Barrio. Sin embargo, la intentona fue cancelada pocas horas antes de su ejecución debido a su evidente falta de preparación. Las sospechas del Gobierno habían conducido a la detención de Orgaz en Canarias y Varela en Cádiz. Fue a partir de entonces cuando Mola comenzó a ejercer como «El Director» de la conspiración y comenzó a redactar y difundir una serie de circulares o Instrucciones reservadas en las que fue perfilando la compleja trama que llevaría adelante el golpe de Estado, convirtiéndose en el nexo de unión entre las diversas tramas. En su primera instrucción recalcó la importancia de llevar a cabo una represión violenta e inmediata —en la que dictó el 25 de mayo decía: «Se tendrá en cuenta que la acción ha de ser en extremo violenta para reducir lo antes posible al enemigo, que es fuerte y bien organizado. Desde luego serán encarcelados todos los directivos de los partidos políticos, sociedades y sindicatos no afectos al Movimiento, aplicándose castigos ejemplares a dichos individuos para estrangular los movimientos de rebeldía o huelgas»—. Fue también Mola quien mantuvo contactos, que serían trascendentales, con los generales Queipo de Llano y Cabanellas. A finales de junio, la operación estaba planeada. No hay constancia de que Franco participara activamente en los preparativos a pesar de las versiones posteriores en este sentido. Las exigencias de los diversos sectores exasperaron a Mola, que estuvo a punto de abandonar y hasta pensó en volver a su Cuba natal, pero siguió adelante con la trama.
La indecisión de Franco se mantuvo casi hasta el final, haciendo decir a Sanjurjo «con Franquito o sin Franquito salvaremos a España». A pesar de su falta de determinación, Franco era visto por muchos como un posible líder de un golpe militar. El dirigente socialista Indalecio Prieto lo dijo así en un discurso pronunciado en Cuenca: 

El general Franco, por su juventud, por sus dotes, por la red de sus amistades en el ejército, es hombre que, en un momento dado, puede acaudillar con un máximo de posibilidades —todas las que se derivan de su prestigio personal— un movimiento de este género.

 Hacia el final de mayo, el general recibió en las islas la visita de un dirigente de la UME que le hizo llegar un mensaje de Goded ofreciéndole su apoyo para asumir la jefatura de la rebelión. Sin embargo, seguía sin estar convencido. En cuanto a los conspiradores, querían contar con él por su gran ascendiente sobre la oficialidad —logrado en su etapa de director de la Academia General Militar— y sobre el Ejército de África. Era un claro referente; en palabras de José María Pemán, «el semáforo de la política militar». Con todo, incluso en fecha tan tardía como el 12 de julio, Franco envió un mensaje a Kindelán mostrando su indecisión, lo que enfureció a Mola y le obligó a trazar un plan alternativo por el que Sanjurjo se trasladaría al Protectorado para dirigir al Ejército de África en vez de Franco. De hecho, parece que lo que decidió a algunos generales a unirse finalmente a la conspiración fue la convicción de que sería más peligroso para su propia seguridad personal permanecer inactivos que afrontar los riesgos que implicaba un golpe de Estado. Solo el día 14 de julio Mola recibió la seguridad de que Franco iba a trasladarse a Marruecos para encabezar allí el golpe. En la noche del 13 al 14, Franco había escrito el manifiesto que debía proclamarse al iniciar el alzamiento.

### El detonante

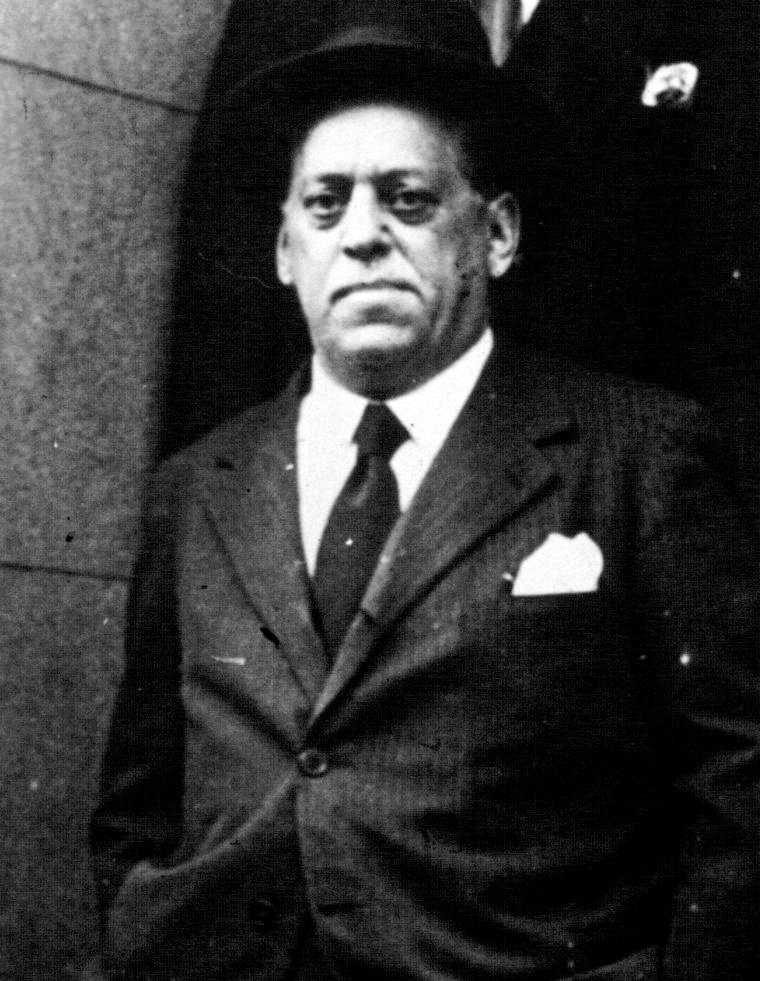
Sanjurjo era el líder indiscutido de la sublevación

A principios de julio de 1936 la preparación del golpe militar estaba casi terminada, aunque el general Mola reconocía que «el entusiasmo por la causa no ha llegado todavía al grado de exaltación necesario». Fue el asesinato de José Calvo Sotelo lo que terminó de convencer a los conspiradores de no demorar más su actuación y sumó al golpe a personas hasta entonces indecisas por miedo a comprometer sus carreras y sus propias vidas.
A primeras horas del 13 de julio, un grupo de guardias de asalto dirigidos por el capitán Condés de la Guardia Civil salió a matar a algún político de derechas para vengar el previo asesinato del teniente Castillo. Tras no localizar a Antonio Goicoechea y a José María Gil-Robles, secuestraron en su propio domicilio a José Calvo Sotelo, el líder de los monárquicos alfonsinos de Renovación Española, le asesinaron y abandonaron su cadáver en el depósito del cementerio de la Almudena. Se trataba de un crimen sin parangón en las democracias de Europa occidental.
En el entierro de Calvo Sotelo el dirigente monárquico Antonio Goicoechea juró solemnemente «consagrar nuestra vida a esta triple labor: imitar tu ejemplo, vengar tu muerte y salvar a España, que todo es uno y lo mismo». Por su parte el líder de la CEDA, José María Gil Robles en las Cortes les dijo a los diputados de la izquierda que «la sangre del señor Calvo Sotelo está sobre vosotros» y acusó al gobierno de tener la «responsabilidad moral» del crimen por «patrocinar la violencia», aunque reconoció que no estaba involucrado.
El suceso conmocionó al país dado que se trataba de uno de los líderes de la oposición, y terminó de decidir al general Franco a participar en el golpe. Probablemente decidió también a muchas otras personas y es muy posible que los conspiradores no hubieran llegado a dar el paso definitivo de no ser por este factor imprevisto. La clase media española quedó conmocionada por el asesinato. Durante décadas, los sublevados en julio alegarían que el asesinato de Calvo Sotelo formaba parte de un plan comunista para hacerse con el poder en pocos días. Sin embargo, nunca han aparecido pruebas fiables del supuesto plan. Aunque posteriormente los sublevados mostraron lo que dijeron eran pruebas documentales del complot comunista, se demostró que tales documentos eran una falsificación elaborada por Tomás Borrás.
En cuanto al plan de los sublevados, Mola lo había preparado como un golpe de Estado tradicional. Era esencial hacerse con Madrid para poder traspasar los poderes desde la autoridad civil a la militar. Sin embargo, pronto Franco y él tuvieron la convicción de que el golpe tendría pocas posibilidades de éxito en la capital. Por ello, a sugerencia de Franco, se recomendó a los líderes que no se encerrasen en los cuarteles sino que se replegaran hacia la sierra para esperar la llegada de refuerzos. Al Ejército de África se le asignaba un papel determinante en toda la operación.
Mola decidió aprovechar la conmoción que habían causado en el país los dos crímenes, y el día 14 adelantó la fecha de la sublevación que quedó fijada para los días 18 y 19 de julio de 1936. Envió telegramas a los conjurados con el siguiente texto: «El pasado día 15, a las 4 de la mañana, Elena dio a luz un hermoso niño». Significaba que el alzamiento comenzaría en el Protectorado de Marruecos el 18 de julio a las cinco de la mañana, seguido del levantamiento de las guarniciones de la península al día siguiente.

## El golpe

### El éxito
El golpe de Estado se anticipó al día 17 de julio en el Protectorado, donde se impuso con facilidad. En el resto de España, el resultado fue dispar.
El día 18 Franco ordenó a todas las fuerzas a su mando en las islas Canarias tomar los centros de poder, envió un telegrama a Melilla, emitió el manifiesto que había preparado a través de Radio Tenerife, encargó la seguridad de su esposa e hija al teniente del cuerpo jurídico Martínez Fuset, dejó al mando en las islas al general Orgaz y despegó en el Dragon Rapide con destino al Protectorado. Tras hacer noche en Casablanca, llegó el día 19 a Tetuán y se puso al mando del Ejército de África. Una de sus primeras medidas fue enviar a Francisco Martín Moreno a Sevilla para dirigir la cabeza de puente necesaria para el traslado de las tropas a la península.
En Burgos, el general Batet, que llevaba allí unos días, no pudo evitar la rebelión que lideró el coronel Gavilán ayudado por el conservadurismo de la ciudad. En Valladolid, Saliquet y Ponte, auxiliados por los falangistas, tardaron veinticuatro horas en doblegar a los trabajadores ferroviarios de UGT. En Oviedo, el coronel Aranda se hizo con el control de la ciudad con valor y astucia, pero fue rodeado por improvisadas milicias obreras. Mola también se impuso con facilidad en Navarra con el apoyo del Requeté tradicionalista, que salió en masa a las calles al grito de «¡Viva Cristo Rey!» y se revelaría como la mejor milicia de los sublevados. Por su parte, Cabanellas logró hacerse con la importante plaza de Zaragoza apelando a su republicanismo, lo que engañó durante un tiempo a muchos. Sus tropas actuaron apoyadas por la Guardia de Asalto y la Guardia Civil y se impusieron con facilidad.
En Sevilla, Queipo de Llano consiguió hacerse con el control de la ciudad con una mezcla de astucia y terror. Con muy pocos seguidores iniciales, consiguió audazmente que se le uniera la guarnición y la policía. La capital andaluza había vivido años de agitación sindical a manos de la CNT y los comunistas, lo que hizo que gran parte de la aterrorizada burguesía le apoyara incondicionalmente. La lucha callejera duró cinco días, durante los cuales los sindicalistas llegaron a controlar dos tercios de Sevilla. El precario control de la zona sería importantísimo para el posterior traslado del Ejército de África a la península. En Cádiz, el general López Pinto y el pronto excarcelado general Varela dirigieron la sublevación con éxito, aunque también tardaron en imponerse.
Los militares fieles al Gobierno o indecisos fueron las primeras víctimas. El ejecutivo presidido por Casares Quiroga minusvaloró la capacidad y determinación de los golpistas y pensó que su intentona sería similar a la fallida Sanjurjada de 1932 y que serviría para desarticular a los conspiradores. Menospreció la importancia del Ejército de África, principal fuerza operativa, sobrevaloró la lealtad de las fuerzas policiales y confió demasiado en la fidelidad de los generales, que en muchos lugares fueron destituidos por oficiales de menor rango.

### El fracaso

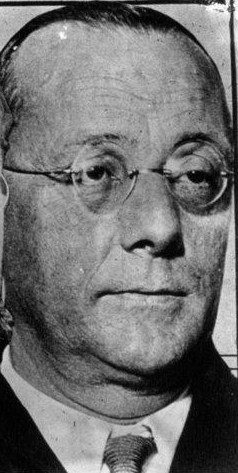
Las medidas preventivas del ministro Giral contribuyeron al fracaso del golpe en la Armada, lo que dejó al Ejército de África aislado de la península.

Sin embargo, el golpe fracasó en importantes ciudades. En Barcelona, el Ejército estaba dividido, y la lealtad de la Guardia Civil, el apoyo de las fuerzas policiales de la Generalidad y la participación de los obreros armados hicieron fracasar el golpe a pesar de la llegada del general Goded. Su caída supuso el sometimiento de las guarniciones sublevadas en Gerona, Lérida y Mataró, con lo que Cataluña quedó en manos de los opuestos al golpe. En Madrid, Fanjul no siguió el consejo de Franco de sacar a sus tropas de la ciudad y conducirlas al norte al encuentro de Mola, se encerró con sus hombres en el Cuartel de la Montaña y hubo de rendirse. En Valencia ni siquiera llegó a estallar, los militares permanecieron encerrados en sus cuarteles y fueron aplastados con el tiempo. En Asturias, los rebeldes solo consiguieron controlar Oviedo, donde el coronel Aranda dirigió una defensa que habría de ser de gran importancia para dificultar las operaciones del enemigo. En realidad, el golpe solo tuvo el apoyo de cuatro de los dieciocho generales de división con mando y de catorce de los 56 generales de brigada; sin embargo, tuvo un apoyo mucho mayor entre la oficialidad. A pesar del temor que los insurrectos tenían a la acción de los revolucionarios, menospreciaron la capacidad de reacción de los trabajadores. Por otro lado, en el lado gubernamental hubo dos actuaciones importantes: Juan Hernández Saravia y otros militares de la UMRA se apoderaron del Ministerio de la Guerra y el comandante Ristori hizo lo propio con el mando de la Armada. Los militares rebeldes derrotados fueron las primeras víctimas en el lado republicano.
El plan de los golpistas era simple y pocas cosas sucedieron conforme a él. Habían previsto que, tras el triunfo de la rebelión en África, el Gobierno enviaría a la Armada desde sus bases en Cartagena y El Ferrol. Dado el conservadurismo de la oficialidad naval, contaban con que esos mismos barcos sirvieran para trasladar las tropas de África a la península. Estaban tan seguros de ello que ni siquiera habían contado con sus compañeros de armas de la Marina en los preparativos. Sin embargo, también fracasó el golpe en la Marina. El ministro Giral había tomado la precaución de colocar radiotelegrafistas leales en Madrid y en los principales barcos. El radiotelegrafista Benjamín Balboa alertó a las tripulaciones desde Madrid y les incitó a destituir a los oficiales rebeldes. El anarcosindicalismo tenía gran influencia sobre la marinería, y las relaciones entre esta y los mandos eran mucho más distantes que en el Ejército. Siguiendo las instrucciones recibidas de Balboa, las tripulaciones desobedecieron a sus oficiales en la mayoría de los casos y, en algunos barcos, los exterminaron. Esto dio una clara superioridad en naves al Gobierno y puso en peligro la operatividad del Ejército de África debido a que tenía que superar el Estrecho de Gibraltar. En cuanto a la aviación, sus miembros eran marcadamente más progresistas que el resto de los militares y solo una cuarta parte se unió al alzamiento.
La insurrección había fracasado o triunfado parcialmente como golpe de Estado. De esta forma, el territorio quedó dividido en dos bandos irreconciliables sin que inicialmente existieran líneas divisorias. Los rebeldes ocupaban una franja bastante homogénea que incluía la mayor parte de Galicia, León, Castilla la Vieja, Navarra y Álava, además de parte de Extremadura y la mitad occidental de Aragón (con sus tres capitales). Además, controlaban precariamente núcleos de Andalucía Occidental como Sevilla y Córdoba. Tenían enclaves en Oviedo, Toledo, Granada y otros lugares. Fuera de la península, controlaban el Protectorado, las Islas Canarias y Mallorca. El bando republicano mantenía la fidelidad de más de la mitad de las fuerzas armadas o policiales.
Los sublevados comprendieron que sería necesaria, cuando menos, una corta campaña militar para imponerse; una posibilidad que había sido contemplada anticipadamente por Franco y Mola. El problema era que el general Sanjurjo, la persona llamada a encabezar el nuevo gobierno y, por tanto, líder de la rebelión, había muerto en accidente aéreo el mismo 20 de julio, al intentar despegar en Portugal para unirse a la sublevación. Los militares rebeldes carecían ahora de un mando unificado.

## La guerra

### Las horas bajas

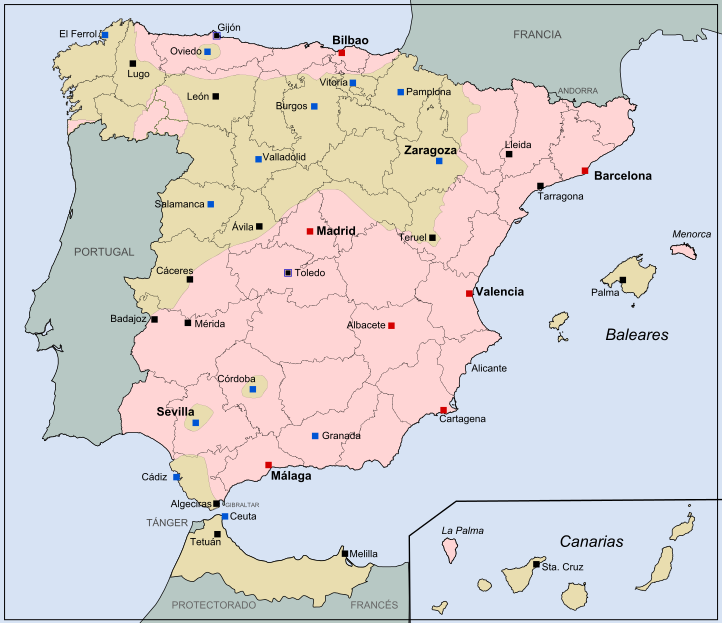
Situación aproximada de ambos bandos a finales de julio. La principal fuerza de combate al mando de Franco estaba en Marruecos, pero la flota gubernamental le impedía cruzar el estrecho de Gibraltar.

El desigual resultado del golpe provocó una fragmentación del poder en el bando rebelde. La muerte de Sanjurjo había convertido a los generales Franco, Mola y Queipo de Llano en auténticos «señores de la guerra». El tercero ejercía en Andalucía un poder totalmente autónomo emitiendo sus peculiares mensajes radiofónicos. En Mallorca, el «conde Rossi», un aviador fascista italiano, se hizo con el control de la isla poniéndola más al servicio de Mussolini que de las autoridades rebeldes. Tras la toma de Badajoz, su gobernador militar, el falangista coronel Cañizares, actuó con total autonomía y sin obedecer las órdenes de Queipo de Llano. El poder en las zonas controladas por los sublevados residía en el mando militar, que se había quebrado precisamente por la propia perpetración del golpe de Estado.
El 20 de julio, Franco había llegado al Protectorado desde Canarias gracias al vuelo del Dragon Rapide y estaba al mando del potente Ejército de África: los 40.000 hombres que incluían la Legión y el Cuerpo de Regulares. Sin embargo, esa tropa de élite no servía de nada si no conseguía pasar a la Península. Pero la marina republicana, muy superior en número de barcos a la rebelde, bloqueaba el Estrecho de Gibraltar. Afortunadamente para él, antes de su llegada sus subordinados habían enviado un tabor de regulares a bordo del destructor Churruca. Esas tropas fueron esenciales para tomar Algeciras y asegurar el sur de la península. Tras rebelarse la tripulación del Churruca contra la oficialidad y perder el barco, Franco envió otro tabor de regulares y dos compañías de la Legión en un cañonero y otras embarcaciones pequeñas. A pesar de su físico —corto de estatura y con un abdomen prominente— Franco conseguía elevar la moral de aquellos que estaban en su entorno. En el mensaje que envió a sus compañeros sublevados decía: «Fe ciega, no dudar nunca, firme energía sin vacilaciones porque la Patria lo exige. El Movimiento es arrollador y ya no hay fuerza humana para contenerlo». En el Alto Comisariado encargó al coronel Beigbeder el reclutamiento de voluntarios marroquíes. Además, condecoró al Gran Visir por haber reprimido una revuelta antiespañola sin ayuda.
Aunque hay estimaciones discrepantes respecto al número de efectivos de cada bando, está claro que, sin el Ejército de África, los rebeldes peninsulares estarían en inferioridad; los milicianos reclutados por las fuerzas de la izquierda eran más numerosos que los combatientes nacionalistas; tanto la marina como la aviación leales eran superiores en naves y hombres; el líder de los sublevados había fallecido; las principales zonas industriales habían quedado en poder del enemigo, incluyendo las importantes fábricas de productos químicos y explosivos, así como el carbón asturiano; el Gobierno controlaba las reservas de oro del Banco de España y la mayor parte de las reservas de plata; CAMPSA tenía llenos sus depósitos de combustible, pero la mayoría estaban en poder del Gobierno; la mayor parte de las grandes ciudades también estaban en el bando contrario y el Gobierno contaba con las representaciones diplomáticas y un puesto en la Sociedad de Naciones. En los primeros días de la rebelión, la opinión más extendida entre los observadores internacionales era que el alzamiento había fracasado. Lo mismo pensaba el embajador alemán. Incluso el líder socialista Indalecio Prieto pronunció un conocido discurso por la radio manteniendo la misma tesis.

### Reacción

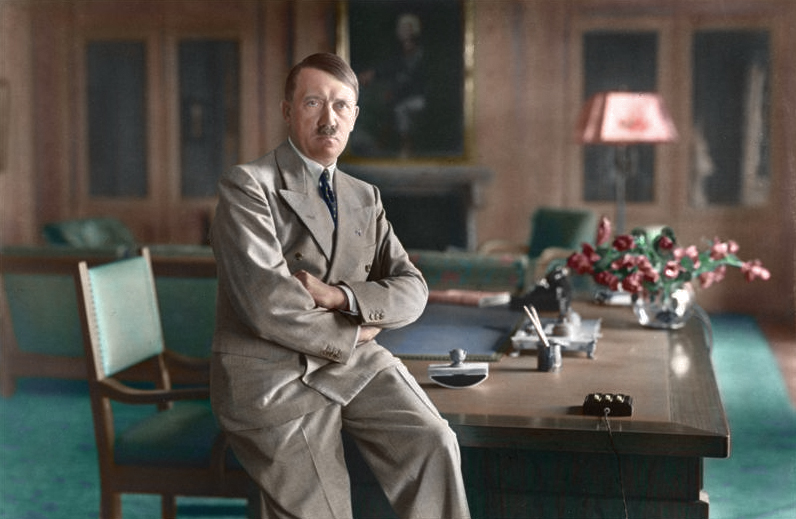
Hitler decidió proporcionar apoyo militar a los rebeldes. Al establecer a Franco como destinatario del mismo, reforzó la posición del general.

Como se ha dicho, ya el 19 de julio, Franco consiguió burlar el bloqueo naval y transportar un contingente de soldados a la península, lo que fue determinante para tomar Cádiz, La Línea y Algeciras. Después, con la ayuda del general Kindelán, puso en marcha el primer «puente aéreo» de la historia contando con los pocos aviones disponibles en África y Sevilla consiguiendo así transportar un número pequeño pero significativo de soldados y material hasta el aeropuerto de La Tablada. Esta innovación táctica proporcionó gran prestigio a Franco. El refuerzo permitió a Queipo de Llano ampliar la zona que controlaba en Andalucía occidental, extendiéndola hasta Huelva y Córdoba.
El aislamiento llevó a Franco a establecer sus primeros contactos con los gobiernos italiano y alemán a fin de obtener medios de transporte, pero también le dejó al margen de las primeras medidas políticas que fueron adoptadas en la península. Los rebeldes apenas habían mantenido contactos con potencias extranjeras antes de la insurrección, y los pocos habidos no habían fructificado. Franco envió a Luis Bolín a Roma y, simultáneamente, habló con el agregado militar italiano en Tánger. Tales contactos fueron infructuosos pero, tras la llegada a Roma de una delegación enviada por Mola y encabezada por Antonio Goicoechea, que solicitaba una ayuda mucho más modesta, Ciano se interesó por el tema y aceptó enviar a Franco doce aviones. A partir de entonces, las preferencias italianas por Franco fueron claras. Por otro lado, a través del súbdito alemán residente en Marruecos Johannes Bernhardt, vinculado al NSDAP, consiguió contactar con las altas esferas de Berlín mientras que los emisarios de Mola fracasaban al seguir el cauce oficial. De hecho, Hitler llegó a enviar más aviones de los solicitados. Tanto Hitler como Mussolini, por distintas consideraciones estratégicas, juzgaron conveniente apoyar el general, que contó a partir de entonces con mejores contactos internacionales que Mola. El 29 de julio Bernhardt comunicó a Queipo de Llano y Mola que la ayuda militar alemana era solo para Franco, noticia que encajaron de forma dispar.
Tras la inesperada muerte de Sanjurjo, Mola formó el 24 de julio en Burgos una Junta de Defensa Nacional compuesta por siete militares para dirigir el movimiento rebelde. El general Cabanellas la presidía por ser el de mayor grado y antigüedad. Muchos interpretaron el nombramiento como una forma de apartar al viejo masón y republicano del mando activo en Zaragoza, pues había colocado a políticos del Partido Republicano Radical en puestos relevantes. Aunque las ideas de los sublevados eran muy diversas, la mayoría estaba en contra de la moderación exhibida por Cabanellas, antiguo parlamentario por el partido de Lerroux. Por otro lado, su imagen liberal al frente de la Junta podía ser útil para atraer a los numerosos indecisos. Paralelamente, a sugerencia de Mola se crearon juntas patrióticas en la mayoría de las provincias dominadas por los sublevados. En ellas sí se incluyó a algunos civiles, pero en puestos subordinados. Entre los integrantes iniciales de la Junta no estaba Franco, que quedaba así desplazado del que parecía principal centro de poder rebelde. Más tarde se amplió su composición incorporando a otros mandos, entre ellos al propio Franco el 3 de agosto. En cualquier caso, el poder de Cabanellas y la Junta era más nominal que efectivo y Mola tenía el control en la zona norte, Franco dominaba el Protectorado y las islas Canarias y Queipo de Llano ejercía su poder sobre la Andalucía rebelde.
Para el 29 de julio, los avances de las distintas columnas rebeldes sobre Madrid desde el norte se habían frenado. El frente se había estabilizado en las montañas de Somosierra, Guadarrama y Navacerrada. Además, las posiciones rebeldes se veían amenazadas desde Cataluña, el País Vasco y Extremadura. La carencia de munición fue siempre un problema para Mola, si bien un segundo y más pequeño «puente aéreo» desde el sur le acabaría proporcionando 600.000 cartuchos. Por último, la superioridad aérea del enemigo dificultaba las operaciones y los transportes.
Franco se empeñó en burlar el bloqueo del Estrecho por mar enviando un convoy desde Ceuta. Ante las firmes objeciones planteadas por Yagüe y los oficiales de la Armada, insistió en su tradicional tesis de la importancia de los valores morales. Opinaba que la marinería republicana, privada de oficiales competentes, no era un peligro para una flota bien dirigida. Su determinación se plasmó en la frase «tengo que cruzar y cruzaré». Fue una de las pocas ocasiones en que el habitualmente prudente general asumió un notable riesgo. Contando ya con los primeros suministros alemanes e italianos, el 5 de agosto, tras sucesivos aplazamientos, un convoy naval con apoyo aéreo burló el bloqueo republicano y trasladó un nuevo contingente de varios miles de soldados y gran cantidad de pertrechos. El éxito de este denominado «convoy de la victoria» tuvo un efecto propagandístico muy importante que aumentó la moral del bando rebelde tanto como disminuyó la del republicano. Al mismo tiempo, los aviones de transporte italianos y alemanes ayudaron a que el Ejército de África atravesara el estrecho, lo que resultaría determinante para el curso de la guerra y ha sido evaluado de muy diferentes maneras por los historiadores. La notoriedad de Franco era tal que ya algunas cancillerías europeas llamaban «franquistas» a los rebeldes. La determinación y optimismo inquebrantables de Franco en estos momentos difíciles no solo contribuyó a levantar la moral de sus hombres, sino que aumentó su autoridad entre los diversos líderes rebeldes.

### La ofensiva
El 7 de agosto, Franco se instaló en Sevilla. Ya desde el día 1 había ordenado a sus fuerzas avanzar hacia Mérida al mando del teniente coronel Asensio. Venciendo toda resistencia de las inexpertas milicias obreras, recibiendo nuevas columnas de refuerzo desde el sur y haciendo un implacable uso del terror, avanzaron doscientos kilómetros en diez días, tomaron Mérida, contactaron con las fuerzas de Mola y proporcionaron a estas un importante suministro de municiones. Sin embargo, Franco no transfirió parte de sus expertas tropas a Mola, lo que podría haber facilitado el acceso de este a Madrid desde el norte.

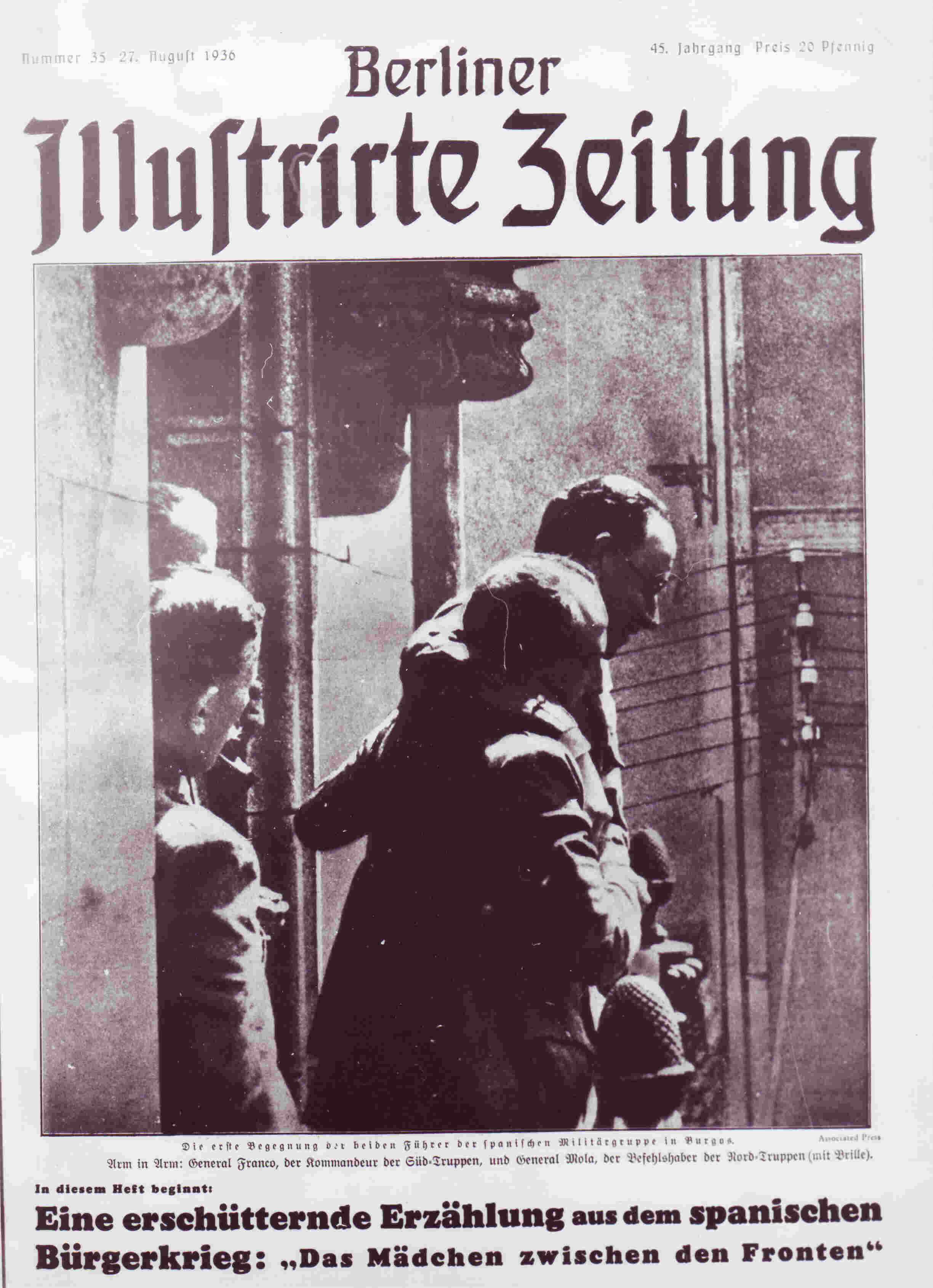
El encuentro de Franco y Mola en Burgos evidenció la unión de las zonas rebeldes y fue recogido por la prensa, como en esta portada del Berliner Illustrirte Zeitung.

En Navarra había sido donde, gracias a la intervención directa de Mola, la conspiración había sido mejor organizada y el golpe ejecutado con mayor precisión. Los requetés proporcionaron una gran fuerza de choque al «Director», que así pudo controlar la ribera del Ebro y reforzar la posición de Cabanellas en Zaragoza. Además, los enviados del general a Roma, políticos de cierto relieve, tuvieron más éxito que los de Franco ante el gobierno de Mussolini. Sin embargo, su ejército no pudo pasar de Guadarrama en su avance hacia Madrid, sobre todo por falta de hombres y municiones. El 11 de agosto, sus tropas tomaron Tolosa. El 13 de agosto, Mola se entrevistó en Sevilla con Franco y ambos acordaron que no tenía sentido insistir en atacar Madrid. En vez de ello, lanzaría un ataque sobre Irún con el fin de privar al norte republicano de contacto con la frontera francesa. El 5 de septiembre, tras una durísima lucha con gran valor por ambos bandos, las tropas de Mola tomaron Irún, no antes de que fuera incendiada por los republicanos que se replegaron en orden. Finalmente, el 13 de septiembre los republicanos abandonaron San Sebastián en manos de las tropas rebeldes.
Franco estaba por entonces volcado en la dirección de operaciones estrictamente militares con total autonomía. Una vez que consiguió que sus tropas cruzaran el estrecho, su avance fue arrollador por Andalucía, La Mancha y Extremadura. Tras la toma de Mérida, el teniente coronel Yagüe se puso al frente de las fuerzas de Asensio. El 14 de agosto tomó Badajoz donde realizó una terrible matanza. Pese a sus intensas ocupaciones militares, el 15 de agosto, en la conmemoración de la fiesta de la Asunción en Sevilla, Franco sustituyó la bandera tricolor republicana por la tradicional roja y amarilla. El 16 de agosto visitó Burgos, sede de la Junta de Defensa Nacional, ya que la conquista del sur de Extremadura había significado la unión de las dos zonas rebeldes. Junto con Mola y otros generales, asistió a una solemne misa en la catedral. Allí se entrevistó con Mola; ambos líderes eran conscientes de que hacía falta un mando militar unificado para la buena marcha de la campaña. Mola colaboró sin reservas con Franco dejando en sus manos las relaciones internacionales sin pensar en rivalidades políticas. El 21 de agosto, Mola recibió un cargamento de ametralladoras y munición con Bernhardt, quien le dejó claro que se lo enviaba Franco y no Alemania. Tras la toma de Badajoz, las tropas de Yagüe giraron hacia Madrid, que era el principal objetivo y el 3 de septiembre tomaron Talavera de la Reina. Toda esta campaña en la que su ejército recorrió quinientos kilómetros en un mes fue un completo triunfo para Franco, a pesar de que algunos habían criticado su decisión de avanzar hacia el oeste y luego por el valle del Tajo. Mientras tanto, el violento proceso revolucionario habido en la zona republicana y la invocación de la defensa del catolicismo estaban aumentando considerablemente los apoyos de los insurgentes, y ya en agosto, la complejidad de las operaciones militares desbordaba la capacidad de la Junta. Sin embargo, esta no parecía interesada en crear una organización más compleja. Mola dirigía el Ejército del Norte, Queipo de Llano controlaba la Andalucía occidental y Franco dirigía las operaciones del Ejército de África que avanzaba hacia Madrid. Desde finales de agosto, sus aliados alemanes presionaban a Franco para que se hiciera con el mando rebelde alegando que necesitaban a un jefe con el que negociar la ayuda militar o esta podía desaparecer.

### Los preparativos
El general Kindelán dirigía con eficacia la fuerza aérea del ejército del Sur. Era un reconocido monárquico y preguntó a Franco si deseaba la restauración. Este le dijo que ese debía ser el objetivo a largo plazo, pero que había demasiados republicanos como para plantearlo a corto plazo. Complacido por la respuesta, Kindelán manifestó que hacía falta un mando unificado y propuso a Franco que lo asumiera, así como la regencia. Este rechazó la segunda propuesta, pero tampoco pareció mostrar excesivo interés en tener poder político. De momento, parecía conformarse con tener el mando de las mejores tropas y oficiales. No obstante, sus proclamas no habían hecho ninguna referencia a Sanjurjo, Mola o la Junta de Defensa Nacional. Además, Alemania e Italia manifestaban claramente que le consideraban como el líder del movimiento rebelde y la segunda presionaba para que formalizara tal liderazgo. Kindelán, convencido de que Franco sería el mejor aliado de la monarquía, le insistió en repetidas ocasiones acerca de la conveniencia de asumir el mando único. Según contaría después el aviador, Franco reaccionó a las sugerencias con modestia y tenía «el temor de que la cosa no estuviese aún madura» así como el de perder el Ejército de África si asumía una responsabilidad de despacho similar a la de Cabanellas.
El 26 de agosto Franco trasladó su cuartel general al Palacio de los Golfines de Arriba de Cáceres, separándose así de Queipo de Llano. Allí trabajaba un grupo de inmediatos colaboradores: el teniente coronel jurídico Lorenzo Martínez Fuset era su asesor legal y consejero político; José Antonio de Sangróniz dirigía una rudimentaria oficina diplomática, tarea en la que colaboraba de forma significada Nicolás Franco, el hermano del general, quien había establecido excelentes relaciones con el gobierno portugués; el fundador de la Legión, Millán-Astray, actuaba como responsable de propaganda; y Luis Bolín se encargaba de las relaciones con la prensa internacional. Otros colaboradores eran el mencionado Kindelán y el también monárquico general Orgaz. Todos ellos formaban una especie de «equipo de campaña» encaminado a conseguir la elección de Franco como líder militar y político. La narración de los hechos que hizo Kindelán deja claro que actuaban con el conocimiento y aprobación de Franco; no obstante, la tradicional prudencia del general y el temor a dar un paso en falso le hizo mantener una actitud distante respecto a sus maniobras.
Paralelamente, el 26 de agosto se reunieron en Roma el almirante Canaris y Roatta, a los que se sumó al día siguiente Ciano. Los tres concluyeron que era imprescindible un mando único en el ejército rebelde. Al día siguiente se producía el primer bombardeo sobre Madrid.

## Las votaciones

### Adopción de un mando único

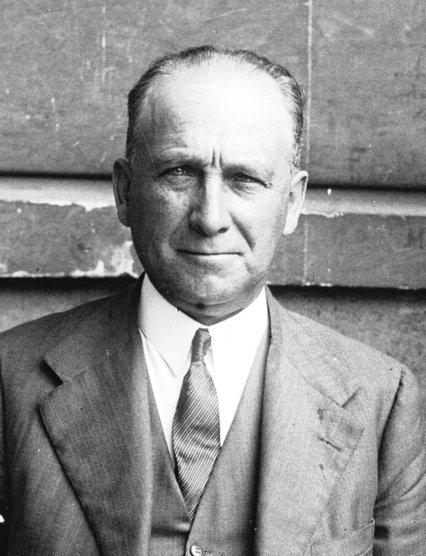
La llegada de Largo Caballero a la presidencia del gobierno supuso un reforzamiento del ejecutivo en el bando republicano, lo que aumentó la necesidad de nombrar a un generalísimo en el lado rebelde.

Las caídas de San Sebastián y Talavera de la Reina provocaron un cambio de gobierno en zona republicana y la llegada al poder del socialista Largo Caballero al frente de un gobierno del Frente Popular más representativo de la nueva realidad. Este mando enemigo más determinante, que endureció su defensa, acentuó la necesidad de unificar el mando rebelde. En septiembre, con los ejércitos de Mola y Franco ya próximos a Madrid, ya era clara la necesidad de un mando unificado. Había habido fricciones entre Franco y Queipo de Llano y entre Mola y Yagüe. Mola había planificado el golpe de Estado para implantar una «dictadura militar republicana», y no parecía haber prisa en cambiar la estructura encabezada por la Junta de Defensa Nacional, pero sí se imponía la necesidad de establecer un mando militar único. Kindelán propuso la celebración de una reunión de los miembros de la Junta de Defensa y de otros generales para tratar la cuestión. Franco retuvo la convocatoria una semana pero, finalmente convocó un encuentro para el 21 de septiembre a unos 30 kilómetros de Salamanca, en el aeródromo de San Fernando, elegido precisamente para tener facilidad para el transporte de los intervinientes. La iniciativa para la reunión fue, por tanto, del general Franco. De hecho, nada más instalarse aquel en el Palacio de los Golfines de Arriba los falangistas habían organizado una concentración de masas en la que fue aclamado como jefe y salvador de España. Presidió el encuentro Cabanellas, y asistieron también los miembros de la Junta Franco, Mola, Queipo de Llano, Dávila, Saliquet, Gil Yuste, Orgaz, Montaner y Moreno Calderón. También estaba el general Kindelán, que no era miembro de la Junta. No se trataba, por consiguiente, de una reunión de la Junta propiamente dicha.
No existe ningún acta de la reunión, por lo que es difícil saber exactamente cómo transcurrieron las deliberaciones salvo por el relato de los propios asistentes. Kindelán es quien más datos ha proporcionado. Parece que por la mañana él y Orgaz intentaron hasta tres veces suscitar la discusión sobre el tema del mando único pero, al cabo de tres horas y media no habían conseguido abrir el debate. La situación cambió durante la comida, celebrada en una finca cercana del ganadero de reses bravas Antonio Pérez Tabernero y servida por las hijas de este para mantener la discreción. Al proponer de nuevo por la tarde Kindelán y Orgaz que la cuestión fuera abordada, Mola añadió: «Pues yo creo tan interesante el mando único que si antes de ocho días no se ha nombrado Generalísimo, yo no sigo; yo digo: ahí queda eso y me voy». Reanudada la sesión, solo Cabanellas se pronunció en contra de designar un Generalísimo y a favor de mantener el sistema de un directorio. El decidido apoyo de Mola a los partidarios de Franco hizo que Queipo de Llano no se atreviera a exponer su oposición en público.

### Elección de generalísimo
Tras decidir que hacía falta nombrar un generalísimo, se pasó a elegir a la persona más adecuada. En realidad no parece que nadie hubiese dudado nunca que, si se tomaba la decisión de nombrar un mando unipersonal, Franco sería el elegido. El gallego era general de división —máximo rango militar en aquel momento— aunque ocupaba solo el puesto 23 en el escalafón. Pero entre los sublevados, únicamente le superaban en jerarquía Cabanellas, Queipo de Llano y Saliquet. Sanjurjo había muerto el 20 de julio, al intentar despegar en Lisboa el avión pilotado por Ansaldo. Goded y Fanjul habían sido detenidos y luego fusilados al fracasar la rebelión en Barcelona y Madrid. Cabanellas había conspirado contra la Dictadura, era masón, republicano —había sido diputado por el Partido Radical— y demasiado liberal. Queipo de Llano era general de división y tenía mayor antigüedad que Franco, pero su pasado de conspirador republicano hacía que muchos desconfiaran de él y se despreciaba en privado el tono chabacano de sus célebres discursos radiofónicos. Saliquet era demasiado mayor y carecía de relevancia política. Mola tenía una graduación inferior —general de brigada—, estaba marcado por los iniciales fracasos y tenía peores contactos internacionales que Franco. Además, era conocido como el director general de Seguridad de la dictablanda y ahora estaba muy vinculado a los carlistas, lo que le daba imagen de ultraconservador mientras que para los monárquicos era un republicano. El mismo Mola parecía ser consciente de ello. Compartía la idea de que hacía falta un mando único y no hay dato alguno que sugiera que deseara ocupar el puesto.
Frente a todos los demás, Franco contaba con ventaja. Era el que tenía menos enemigos, el de talante más reposado, el que había obtenido mayores victorias militares en lo que se llevaba de conflicto y el menos identificado con una determinada situación política anterior. Además, tenía bajo su mando las tropas que más cerca estaban de tomar la capital y contaba con el respaldo de las potencias amigas, Italia y Alemania. Contaba con el apoyo de los monárquicos, que lo consideraban uno de los suyos y, a través de Yagüe, con el apoyo de la Falange. Legionarios y regulares admiraban su valor y sus dotes de mando, y los jóvenes oficiales que habían sido alumnos suyos en la Academia General Militar de Zaragoza le idolatraban. Por último, había asegurado la retaguardia nacionalista en el Protectorado pactando con las autoridades marroquíes, que le proporcionaban una base logística y aguerridos mercenarios. Pero por encima de estas consideraciones, parece que fueron su calma y superioridad profesional las que le ayudaron a conseguir el mando. De hecho, incluso sus enemigos le habían señalado como cabeza de la rebelión. La prensa progubernamental se refería a él como el líder de la sublevación.

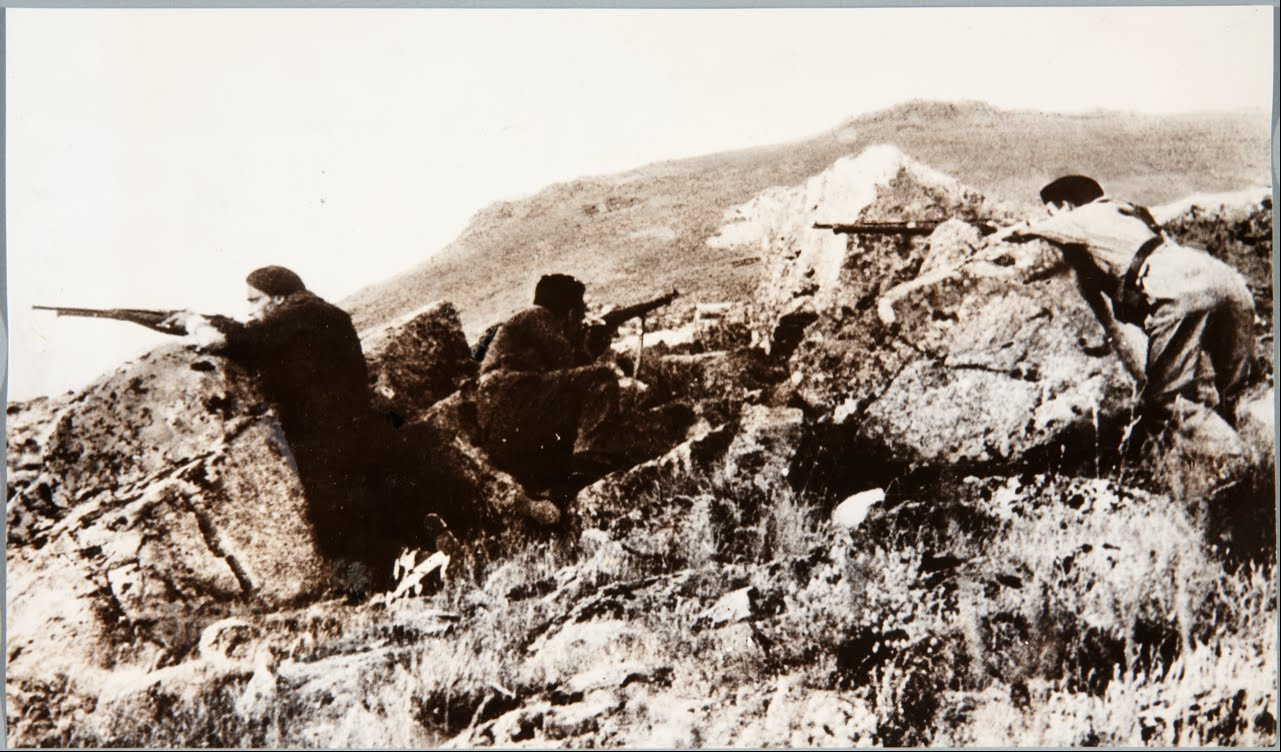
La resistencia republicana en las montañas de Guadarrama y la escasez de municiones detuvieron el avance de Mola sobre Madrid. Este hecho debilitó su posición como eventual líder de la rebelión.

Llegado el momento de votar, los dos coroneles dijeron que preferían abstenerse debido a su inferior graduación. Kindelán fue el primero en pronunciarse por Franco, y le siguió Mola; luego también votaron por él Orgaz y todos los demás. En esta ocasión, Cabanellas decidió abstenerse. Este comentó más tarde:

Ustedes no saben lo que han hecho, por que no lo conocen [al general Franco] como yo, que lo tuve a mis órdenes en el Ejército de África como jefe de una de las unidades de la columna a mi mando; y si, como quieren, va a dársele en estos momentos España, va a creerse que es suya y no dejará que nadie lo sustituya en la guerra ni después de ella, hasta su muerte.

No hay motivos para pensar que a Mola le molestase el resultado. Al salir de la reunión, sus ayudantes le preguntaron por lo sucedido y les informó de que se había decidido nombrar a un generalísimo. Entonces ellos le preguntaron si le habían designado a él y respondió: «¿A mí? ¿Por qué? A Franco». Más tarde les dijo a sus colaboradores que él mismo había propuesto a Franco como candidato con estos argumentos: «Es más joven que yo, de más categoría, cuenta con infinidad de simpatías y es famoso en el extranjero». En cuanto a Queipo de Llano, cuando Vegas Latapié le preguntó tiempo después por qué había votado por Franco, respondió: «¿Y a quién habríamos nombrado si no? A Cabanellas, imposible. Era republicano convencido y todos sabíamos que era masón. De haber nombrado a Mola, habríamos perdido la guerra. Y yo... había perdido ya mucho prestigio».
No obstante, a pesar de la casi unanimidad del nombramiento, era manifiesta la frialdad y falta de entusiasmo de algunos de los electores. Varios de ellos consideraban que lo único que habían hecho era conseguir la unidad de mando necesaria para obtener la victoria eligiendo al general más exitoso. En aquellos momentos es muy posible que la mayoría de los altos mandos allí reunidos pensasen que la guerra iba a ser de corta duración y que finalizaría con la inminente conquista de Madrid. No se había decidido otorgar ningún poder político a Franco y la Junta de Defensa Nacional permanecía intacta. Ni siquiera se había establecido un plazo para la toma de posesión. Además, el acuerdo de que la elección fuera mantenida en secreto hasta que fuera ratificada oficialmente por la Junta de Defensa Nacional aumentaba la percepción de Kindelán y otros partidarios de Franco de que algunos generales no estaban convencidos de la decisión, y los días pasaban sin que esta se hiciera pública. Por ello, el «equipo de campaña» de Franco intensificó los contactos y las presiones para conseguir que el mando militar fuera acompañado del mando político. Su actividad y la popularidad que proporcionó a Franco la liberación del Alcázar de Toledo le permitió conseguir que el 28 de septiembre, en una nueva reunión de mandos, Franco fuera nombrado Jefe del Gobierno del Estado. Solo tras esta nueva decisión se publicó oficialmente en el Boletín Oficial de la Junta de Defensa Nacional del 30 de septiembre el decreto de nombramiento conjunto como jefe de Gobierno y Generalísimo.

## Trascendencia

### Del mando único

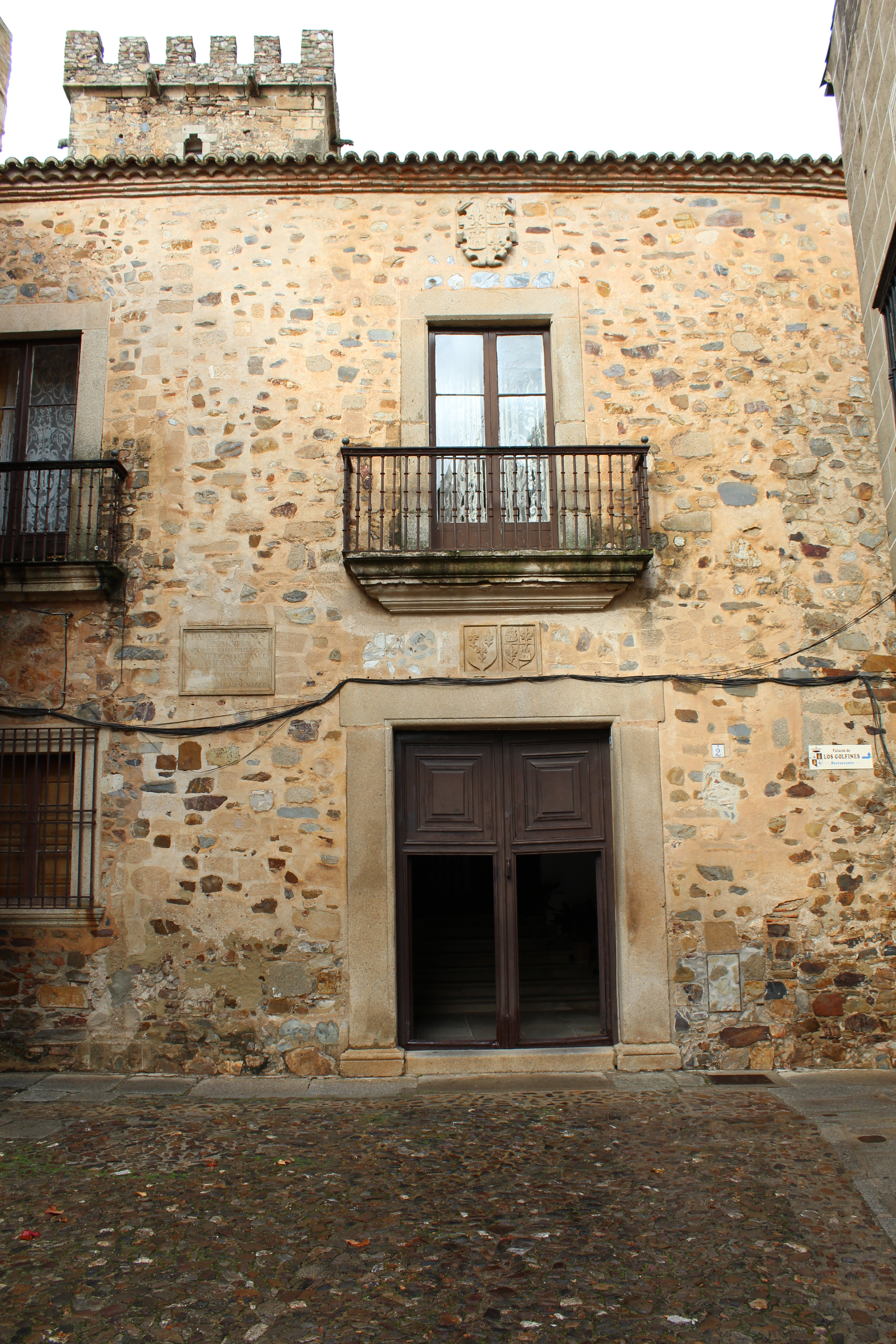
Entrada al Palacio de los Golfines de Arriba de Cáceres, sede del cuartel general de Franco cuando fue elegido generalísimo.

Pese a las notables diferencias ideológicas, culturales y temporales, hay un cierto consenso entre los historiadores en que la unificación del mando militar fue una medida acertada por parte del bando rebelde. Tras la toma de Badajoz, y todavía más tras la de Talavera, resultaba evidente que era necesario un mando militar único para administrar todo ese territorio que había sido unido precisamente por las armas. Ello le concedió una ventaja sobre el desorganizado bando republicano, cuya desunión es considerada como una de las principales razones de su derrota. En este, las diferentes visiones que las fuerzas políticas tenían de cómo organizar el Estado y la sociedad impidieron diseñar una dirección común. Paradójicamente, el golpe promovió en las zonas en las que no triunfó la revolución que pretendía evitar. En las primeras semanas, el poder del Gobierno apenas llegaba más allá de Madrid y se vio sustituido por una multitud de comités creados por partidos políticos y sindicatos. Desde un principio, toda la franja cantábrica republicana estuvo dividida entre diferentes poderes regionales, lo que perjudicó sus operaciones militares. La llegada al poder de Largo Caballero significó un intento de someter a esos poderes autónomos, pero no pudo evitar que los gobiernos regionales de Cataluña y el País Vasco expandieran su autonomía invadiendo el terreno militar. Además, se crearon consejos regionales en Aragón, Asturias y Santander. Esta división inmovilizaba considerables reservas de tropas en frentes poco activos cuando eran necesarias en otros, mientras que Franco fue capaz de trasladar grandes cantidades de tropas con rapidez para responder a los ataques del enemigo.

### Del mando militar de Franco
En cuanto a la decisión de elegir a Franco para el desempeño del mando militar, las valoraciones siguen siendo dispares. Desde los primeros meses de la guerra, sus partidarios y la propaganda oficial de su naciente régimen extendieron el mito de un genial estratega que conducía a sus huestes a la segura victoria. Esta tesis sería la única extendida durante su régimen. Sin embargo, nuevas opiniones surgieron en otros países y en la propia España tras la muerte del dictador.
Hay práctica unanimidad en que su decisión de desviarse hacia Toledo —tomada la misma tarde de su nombramiento como Generalísimo— pudo ser causa de que no pudiera conquistar Madrid cuando finalmente lo intentó. Ya en su momento, Kindelán y otros colaboradores advirtieron a Franco de que liberar el Alcázar le costaría la toma de Madrid. Sus defensores siempre han insistido en que la decisión de desviarse hacia Toledo estaba tomada antes del 21 de septiembre —Franco había enviado un mensaje a los resistentes del Alcázar el 22 de agosto prometiendo ayuda— y que tenía como finalidad insuflar ánimo en la moral de los nacionales. El hispanista británico Hugh Thomas en su clásica obra sobre La Guerra Civil Española señala que es fácil imaginar las críticas que hubieran recaído sobre Franco si hubiera permitido que los defensores del Alcázar fueran aniquilados estando sus tropas tan cerca. Y el estadounidense Stanley G. Payne en su libro sobre El régimen de Franco argumenta que el Generalísimo debía reforzar su débil flanco derecho antes de emprender la batalla por Madrid.
También se ha criticado su actuación en la Batalla de Brunete, que es explicada por la importancia política o psicológica que el Generalísimo daba a las cuestiones militares. Fue y sigue siendo incomprendida por muchos su decisión de detener el avance del ejército hacia Barcelona y dirigirse hacia la mejor defendida Valencia tras haber vencido contundentemente en la Batalla de Teruel y haber llegado al Mediterráneo cortando en dos el territorio republicano. También se discutió y se discute su decisión de atacar frontalmente al enemigo durante la Batalla del Ebro en vez de flanquearlo y avanzar hacia Lérida y Barcelona.

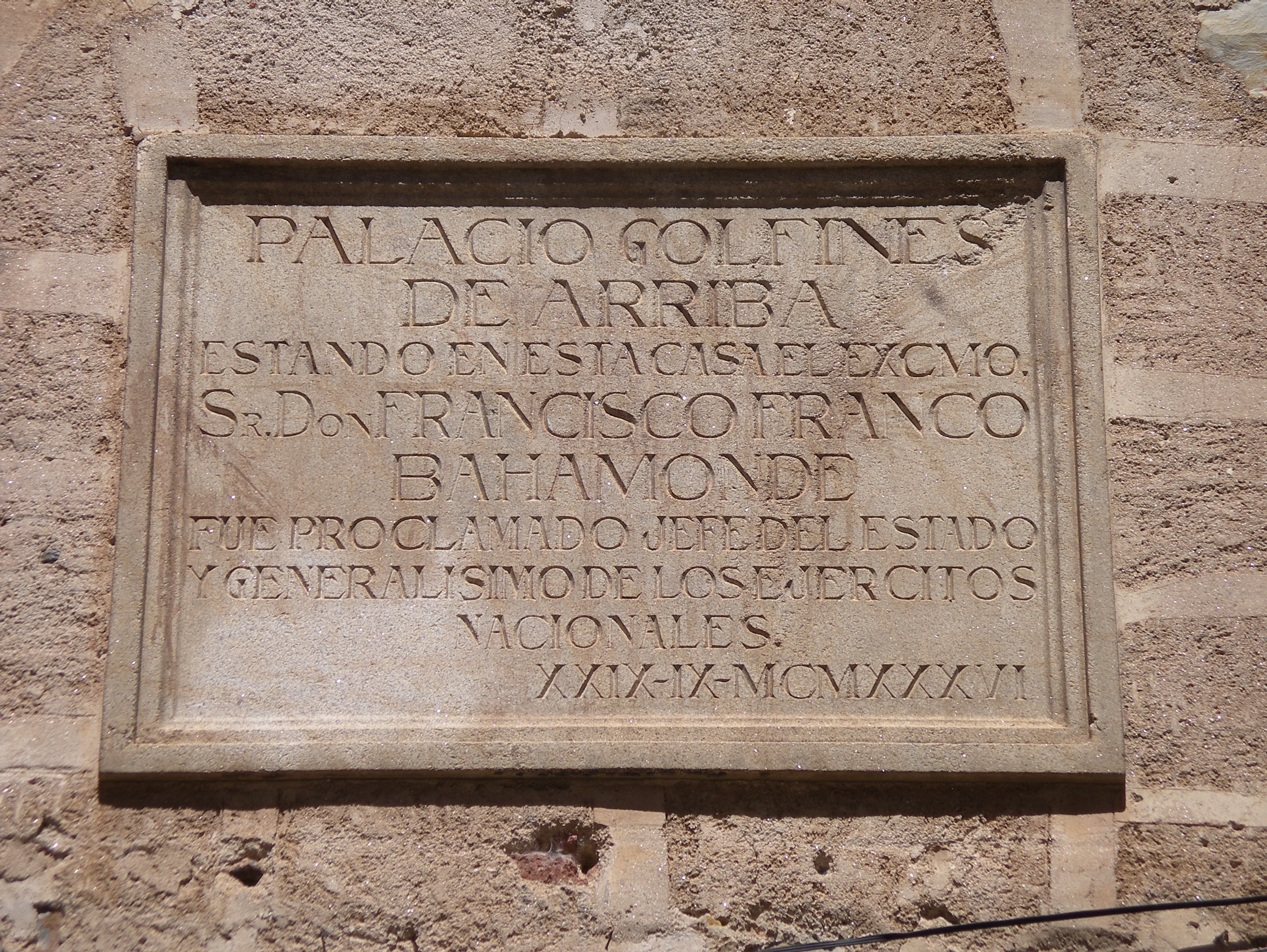
Placa conmemorativa del nombramiento de Franco colocada en el Palacio de los Golfines de Arriba

Probablemente los más críticos sobre la capacidad de militar de Franco sean el coronel Blanco Escolá, quien expresa en su libro La incompetencia militar de Franco la tesis que el título indica explícitamente —crítica que se ve reforzada por el elogio de su oponente Vicente Rojo en el libro Vicente Rojo: el militar que humilló a Franco—, y el historiador y también militar Gabriel Cardona, que además de los numerosos estudios que ha dedicado a la historia militar de la guerra civil, ironizó sobre la cuestión en un relato novelado que concluye con la frase «Franco nunca se habría graduado en West Point». Por su parte, el historiador británico y también militar Antony Beevor, autor muy versado en temas castrenses, ha calificado la estrategia de Franco como «obtusa», si bien hay que precisar que no es mejor la opinión que expresa respecto a los responsables de la estrategia militar republicana. Payne califica su estrategia como poco imaginativa y marcada por objetivos políticos en muchas ocasiones, pero también considera que otorgó atención con profesionalidad a temas prácticos, como la logística, las comunicaciones, la topografía o el abastecimiento, con lo que el Ejército Nacional obtuvo una mayor eficacia. Más matizadamente, el historiador británico Paul Johnson señaló que supo mantener «el corazón frío y la cabeza viva», y que militarmente «no era un genio, pero sí muy minucioso y tranquilo; nunca reforzó un fracaso y aprendió de sus errores».
Hugh Thomas considera que los logros del Generalísimo durante la dirección estratégica de la Guerra Civil fueron considerables. Su dirección dio una mejor organización y disciplina al Ejército Nacional con respecto al Ejército Popular de la República, y la logística fue muy superior. Considera que sus errores fueron de juicio al tomar decisiones desacertadas sobre el terreno, como su insistencia en los ataques frontales a un alto coste y su opción por avanzar sobre Valencia en vez de Barcelona. Más escuetamente, el también británico Paul Preston, autor de una biografía de Franco, considera que «entre 1936 y 1939 fue un competente jefe en la guerra».
Entre sus defensores, suele repetirse el argumento ofrecido por Pío Moa: 

Franco debe ser el único militar de la historia que, habiendo ganado una guerra y casi todas sus batallas, recibe a menudo la sentencia de incompetente o, en todo caso, del montón, o bien de «buen táctico» pero casi nulo estratega.

El historiador Luis Suárez Fernández, también favorable a Franco, admite que se le suelen reconocer más las cualidades logísticas que las estratégicas.
Por último, el británico Michael Alpert no ha entrado a valorar las supuestas cualidades estratégicas o tácticas del general Franco, sino que se ha limitado a constatar que «en realidad, la guerra española no tuvo gran importancia desde el punto de vista de la estrategia militar» y que «desde luego, la mayor causa de la derrota de la República y del triunfo de Franco fue la abundancia de material de que dispuso el Generalísimo, sobre todo de aviación y de artillería de grandes calibres».

### Política
Por último, para Franco y sus partidarios, la elección como Generalísimo no fue sino el primer paso al poder absoluto. No parece que los generales que lo eligieron para un mando militar unificado reparasen en las implicaciones políticas de conferir tal mando en un ejército que luchaba contra su propio Estado, pero el pequeño sector monárquico y los representantes de Alemania e Italia sí parecieron pensar en ello. Justo siete días más tarde consiguió el nombramiento como «Jefe del Gobierno del Estado español» y la disolución de la Junta de Defensa Nacional, que le traspasó todos sus poderes. Tras ello y desde el primer momento, Franco se referiría a sí mismo como «Jefe del Estado», situación que nadie discutió. Ello le dio un poder sin límites. Para completarlo, en abril de 1937 unificó a Falange Española de las JONS y la Comunión Tradicionalista para formar un Partido Único del que él era también el líder supremo. Se abría así un largo período de gobierno que solo finalizaría con su muerte en 1975.